# Ядегар-э Эмам (стадион, Тебриз)
Стадио́н Ядега́р-э Эма́м (перс. ورزشگاه یادگار امام‎), также известный как Стадион Саха́нд (перс. ورزشگاه سهند‎) — многоцелевой стадион расположенный в иранском городе  Тебриз — столице провинции Восточный Азербайджан. Открыт в 1996 году, вмещает в себя 68 833 зрителя. Является домашней ареной для футбольного клуба «Трактор Сази». Третий по крупности стадион Ирана (после стадионов «Азади» в Тегеране и «Накш-э Джахан» в Исфахане). Стадион является частью крупного спортивного олимпийского комплекса «Тебриз».
Первоначально стадион назывался «Саханд», а позднее был переименован в «Ядегар-э Эмам». Несмотря на переименование стадиона, первоначальное название «Саханд» до сих пор популярно среди болельщиков. Строительство стадиона началось в 1989 году, но завершилось лишь к 1996 году. Открытие стадиона состоялось 5 мая 1996 года футбольным матчем между тебризскими клубами «Трактор Сази» и «Машин Сази», на стадионе присутствовал президент Ирана Али Рафсанджани. В то время стадион вмещал в себя 80 450 зрителей, а после ряда реконструкций, вместимость стадиона сократилась до сегодняшнего состояния.
До постройки стадиона «Ядегар-э Эмам», главным и крупнейшим стадионом Тебриза являлся «Тахти», вмещающий 25 тысяч зрителей. Данный стадион являлся домашним для «Трактор Сази» и «Машин Сази», а после постройки стадиона «Ядегар-э Эмам», «Трактор Сази» переехал на новый стадион, а «Машин Сази» остался на «Тахти».
Масштабная реконструкция стадиона состоялась в 2006—2010 годах. Стадион был полностью обновлён, установлено большое табло, стадион приведён в порядок согласно современным требованиям. Во время четырёхлетней реконструкции стадиона, «Трактор Сази» временно проводил свои домашние матчи на десятитысячном стадионе «Трактор» в том же Тебризе.

## Матчи сборной Ирана
На стадионе «Ядегар-э Эмам» национальная сборная Ирана проводила лишь три матча. Первый матч сборной Ирана на этом стадионе состоялся в 1997 году, в товарищеской встрече против сборной Кении. Тогда иранцы выиграли кенийцев со счётом 3:0. Второй матч также имел статус товарищеского, который состоялся в 1998 году против сборной Кувейта, завершившийся со счётом 1:1. Пока последний матч сборной Ирана на этом стадионе состоялся в 2002 году в товарищеском матче против сборной Азербайджана, который завершился вничью со счётом 1:1.

## Галерея

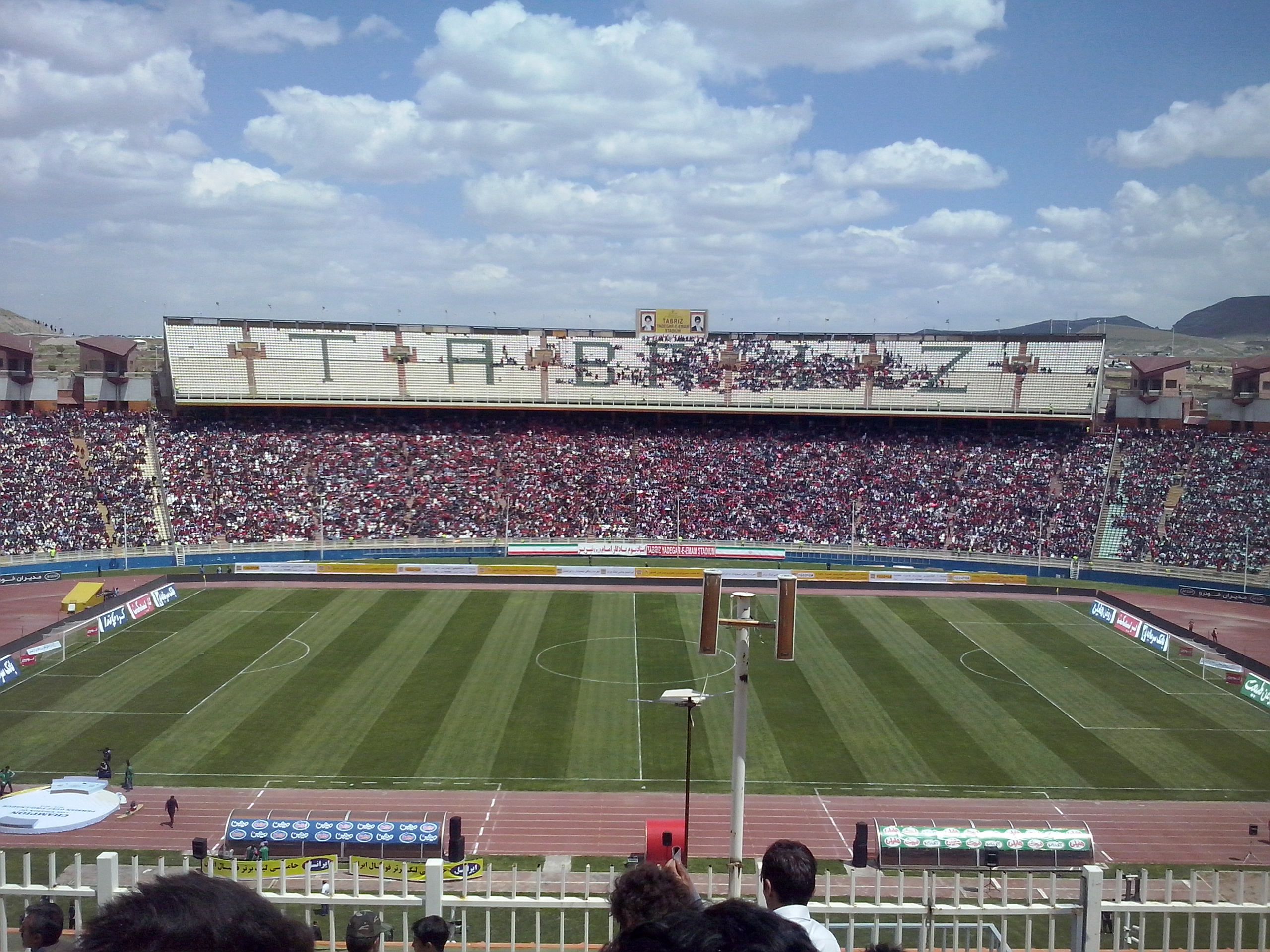
Вид на стадион в 2015 году.
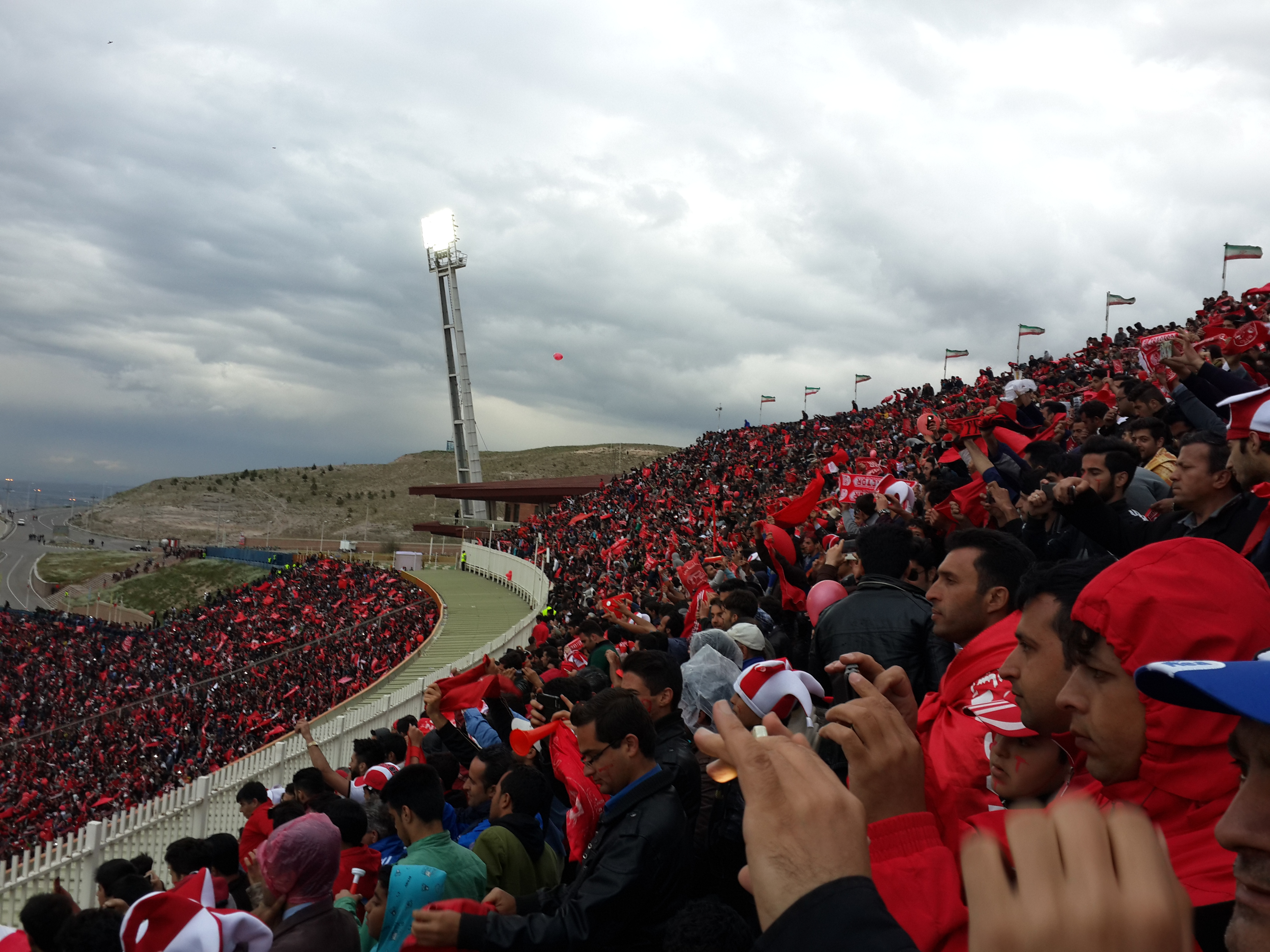
Болельщики «Трактор Сази» на стадионе, 2015 год.
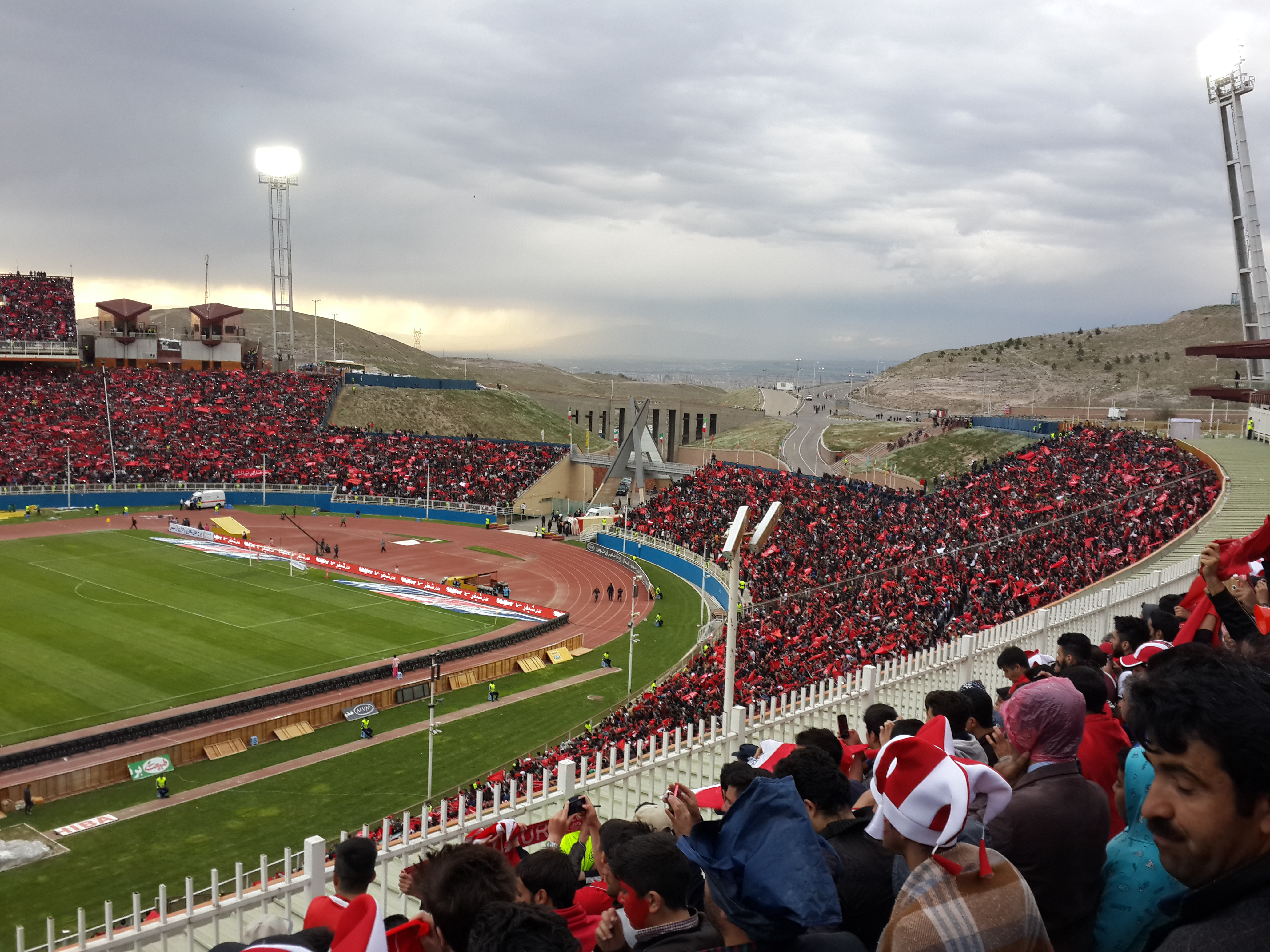
Вид на стадион в 2015 году.
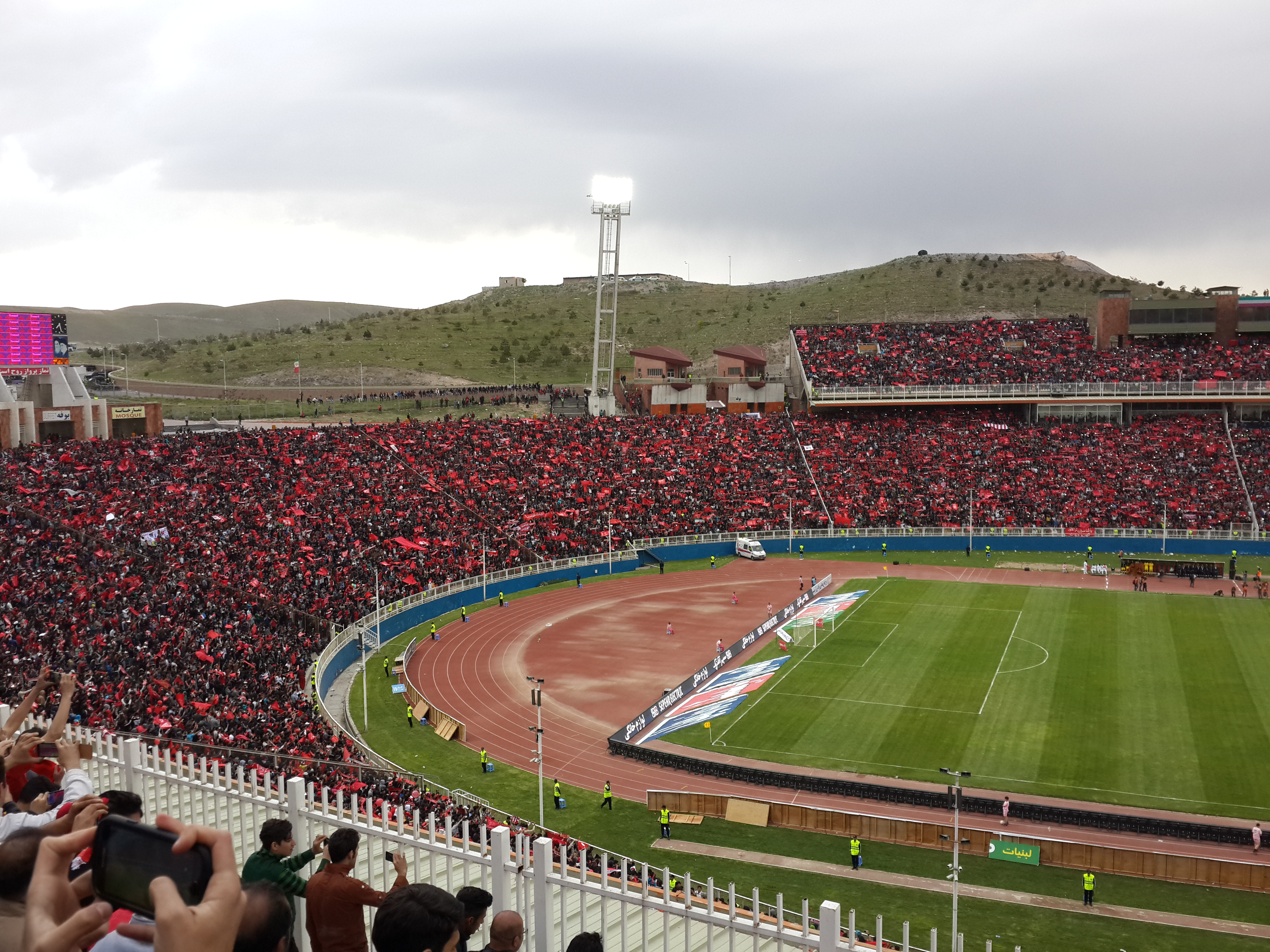
Вид на стадион в 2015 году.
- Беспорядки на стадионе во время матча «Трактор Сази» — «Нафт Тегеран», 2010-е годы.